# Orectognathus satan
Orectognathus satan é uma espécie de formiga do gênero Orectognathus, pertencente à subfamília Myrmicinae.